# Richtladung

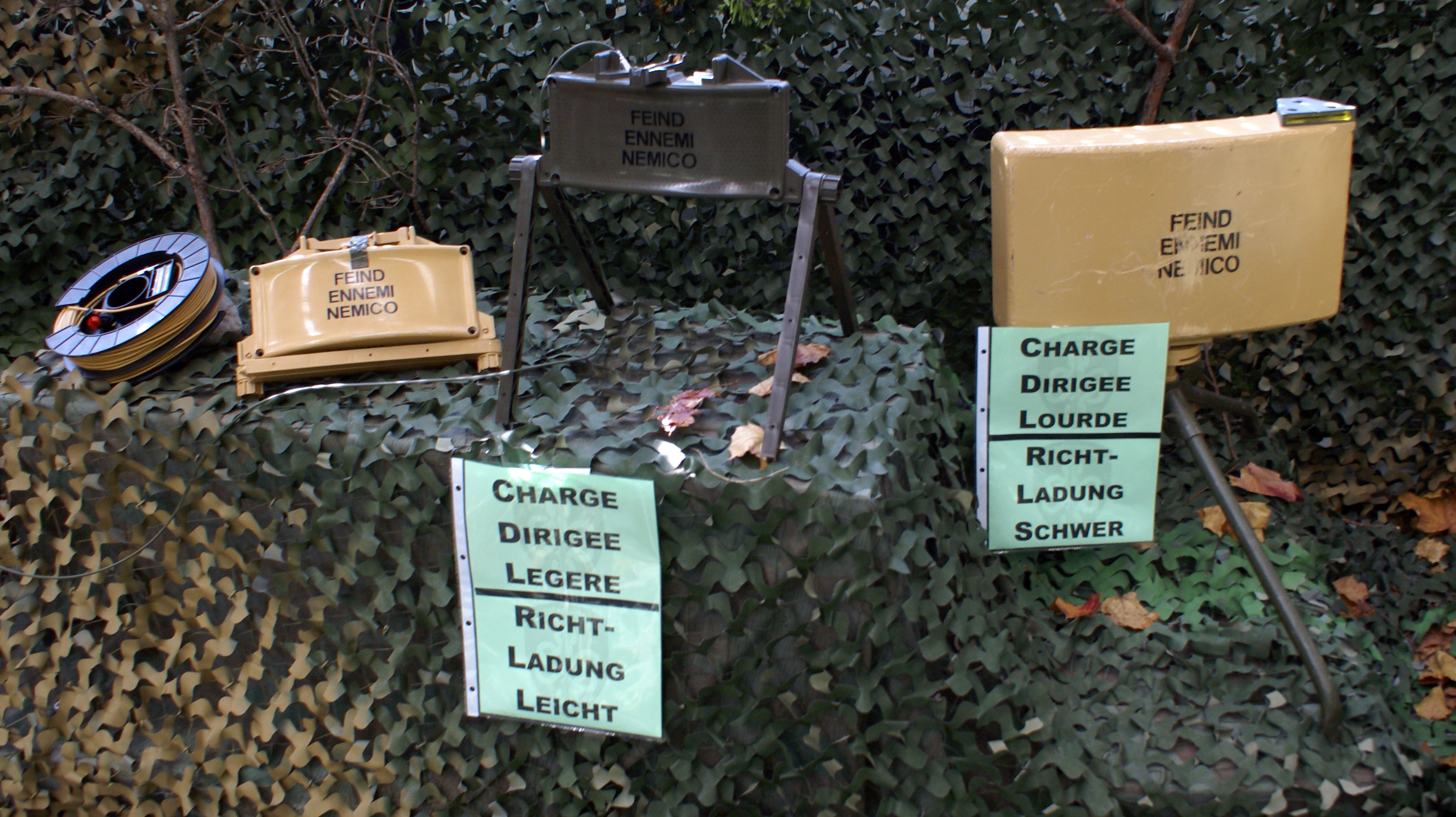
Richtladungen 96 der Schweizer Armee

Eine Richtladung ist ein horizontal gerichtet wirkende Splittersprengladung, die durch einen manuellen Zünder über eine Zündleitung, aber auch durch einen Selbstauslöser meist als Zugzünder mit einem Stolperdraht als Landmine gegen weiche und schwach gepanzerte Ziele eingesetzt wird. Vorbild für die verschiedenen Bauarten dieser Waffe war die US-amerikanische M18 Claymore.
Der Unterschied zu einer herkömmlichen Splitterrichtmine ist, dass die Richtladung von Hand ausgelöst werden kann, und somit nur wirkt, wenn eine militärische Notwendigkeit besteht. Sie ist damit keine Landmine im Sinne des Ottawa Abkommens. Die Zündung erfolgt entweder durch Fernzündung über Zündkabel oder über einen Stolperdraht (verboten).

## Aufbau

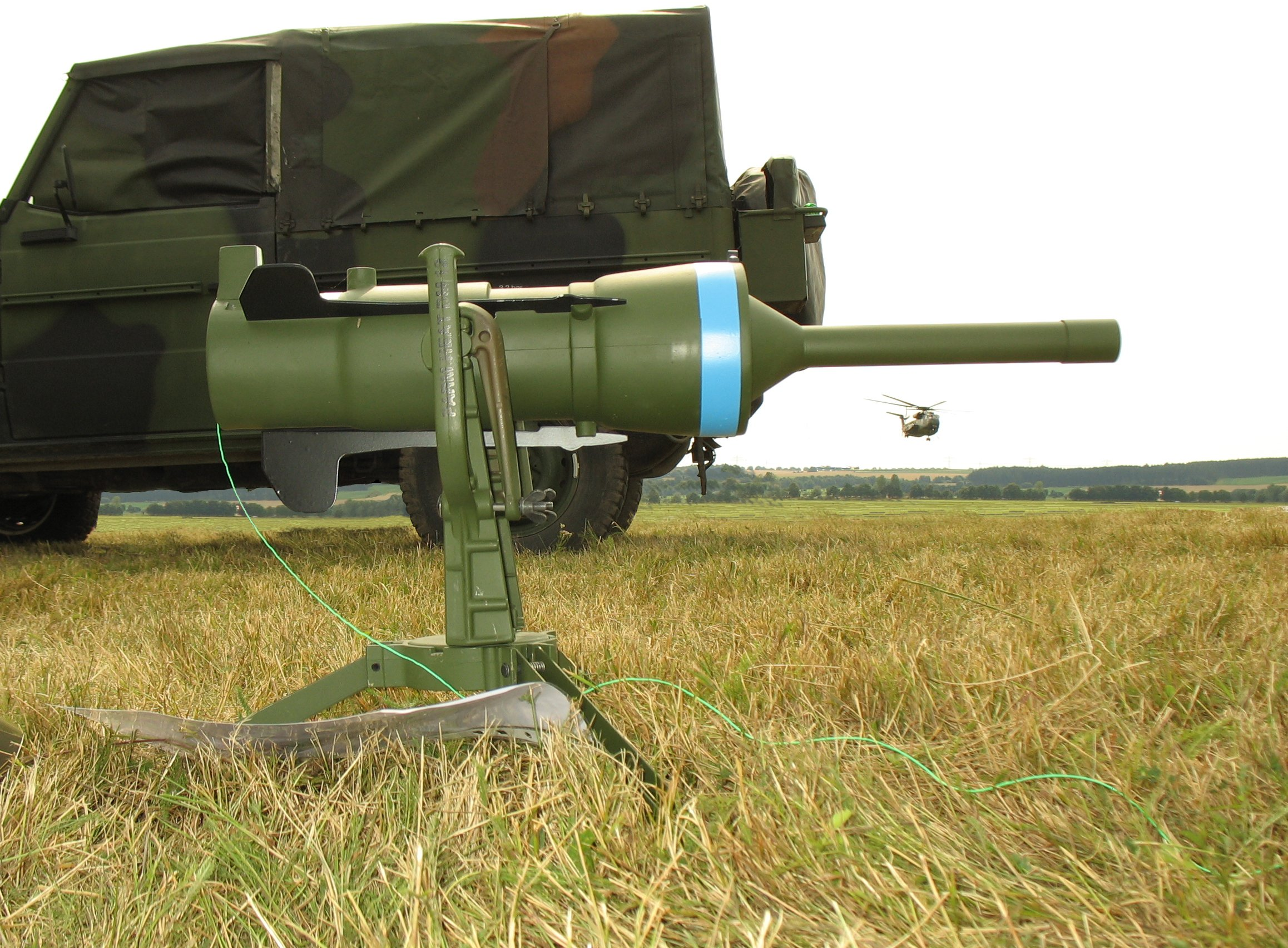
Übungsversion einer Panzerabwehrrichtmine DM-12 PARM

Eine Richtladung besteht aus einer Platte mit vorfragmentierten Splittern und einer Sprengladung hinter der Splitterplatte. Diese Kombination ist auf einem Gestell platziert und kann von einer Person getragen und ausgelöst werden. Die Auslösung geschieht elektrisch manuell durch einen Zünder, der in der Regel durch ein Kabel mit der Mine verbunden ist.
Eine Sonderform der Richtmine ist die Panzerabwehrrichtmine mit projektilbildender Ladung gegen gepanzerte Einzel-Ziele.

## Richtladungen in der Schweizer Armee
Technische Daten zur Richtladung (Richt Ldg) 96 leicht der Schweizer Armee:
- Gewicht: total 2,9 kg
- Sprengstoff: 1,5 kg
- Einsatzdistanz: bis 50 m
- Zielfläche: 50 × 2 m
- Total etwa 920 Splitter auf 50 m
- 4 Splitter je m²

Die leichte Richtladung wurde vor der Ratifizierung der Ottawa-Konvention als Antipersonenmine eingesetzt, dies unter dem Namen „Horizontalpersonenmine 90“. 
Technische Daten zur Richtladung (Richt Ldg) 96 schwer der Schweizer Armee:
- Gewichte: total 20 kg
- Sprengstoff: 9,5 kg
- Stativ: 2 kg
- Einsatzdistanz: bis 150 m
- Zielfläche: 100 × 4 m
- Total etwa 1'200 Splitter auf 150 m
- 2 Splitter je m²

Die schwere Richtladung wird zur Bekämpfung maximal leicht gepanzerter Fahrzeuge eingesetzt. Die vorhergehende Bezeichnung lautete „Horizontalsplittermine 90“.